# Alicia Morton
Alicia Morton (* 29. April 1987 in Gonzales, Louisiana, USA) ist eine US-amerikanische Film- und Theaterschauspielerin, Sängerin und Tänzerin.

## Biografie
Morton ist das jüngste von zwei Kindern von Jon und Kathy Morton. Ihr Vater Jon starb 1997 an den Folgen von Leberkrebs, ihre Mutter leitet seitdem das Familienunternehmen für Teppiche und Bodenbeläge in Gonzales. Ihr älterer Bruder Shane, geboren 1981, war Co-Star von Ricky Martin in der Broadway-Aufführung des Musicals Les Misérables. Morton besuchte ab September 2003 die High School East Ascencion in Gonzales. Ab September 2006 war sie am City College of New York eingeschrieben. Im November 2011 begann Morton ein Musikstudium an der Tulane University in New Orleans. In dem im Oktober 2011 beim New York Musical Theatre Festival erstmals vorgestellten Musical Greenwood war sie eine der Mitwirkenden. Ab Dezember 2014 nahm sie Schauspielunterricht an der Ascension Christian High in Gonzales.
Morton, die bereits im Alter von 18 Monaten zu tanzen begann, spielt auch Gitarre. Für die Hauptrolle der Annie in dem Disney-Weihnachtsfilm Annie – Weihnachten einer Waise (1999), der Bestandteil von Disneys Filmreihe „The Wonderful World of Disney“ ist, schlug sie beim Casting 3000 Mädchen, die sich für diese Rolle vorgestellt hatten. Im Alter von sechs Jahren spielte sie an ihrer Schule in Baton Rouge die kleine Molly, um die Annie sich rührend kümmerte. Mortons beste Freundin ist Alexis Kalehoff, die Tochter von Andrea McArdle, die die Annie am Broadway spielte.
In dem Horrorfilm Twilight Thirst von 2006 wird ein drogenabhängiges Pärchen vom Anführer eines Vampirclubs dazu überredet, seine Menschlichkeit aufzugeben und sich den Vampiren anzuschließen. Alicia Morton ist in der Rolle der Sara besetzt, einem jungen Mädchen mit Hämophilie. Es war ihr bisher letzter Auftritt als Schauspielerin. In dem 2018 veröffentlichten Actionfilm Deadpool 2 trat sie als Sängerin mit dem Song Tomorrow aus ihrem ersten Film Annie in Erscheinung, allerdings nur als Archivaufnahme aus dem Film.
Alicia Morton unterrichtete nach 2006 in Gonzales, wo sie auch wohnt, Schauspiel an der Ascension Christian High School. Im nahe gelegenen Prairieville arbeitet sie seitdem als Tierärztin.

## Filmografie (Auswahl)
- 1999: Annie – Weihnachten einer Waise (Annie; Fernsehfilm der Reihe „The Wonderful World of Disney“)
- 2001: Dodson’s Journey (Fernsehfilm)
- 2001: The Big House (Fernsehfilm)
- 2004: Miracle Run (Fernsehfilm)
- 2005: Odd Girl Out (Fernsehfilm)
- 2006: Twilight Thirst (The Thirst)
- 2018: Deadpool 2 (Vocalistin beim Song Tomorrow)

### Weitere Arbeiten
- 1996–1999: Les Miserables am Broadway, Rolle: junge Cosette/junge Éponine
- (Co-Star von Ricky Martin in Les Miserables am Broadway)
- Varese Sarabande Records: Hollywood Christmas
- Varese Sarabande Records: Peter Pan
- Varese Sarabande Records: Lauree Beechman
- UNICEF 50th Anniversary Gala; Vortrag als junge Cosette

## Auszeichnungen
YoungStar Awards 2000
- Auszeichnung mit dem YoungStar Award für und mit Annie – Weihnachten einer Waise
in der Kategorie „Beste Nachwuchsschauspielerin/Beste Darbietung in einem Fernsehfilm“

Young Artist Awards
- Nominierung in der Kategorie „Beste Darbietung in einem Debütfilm einer jungen Schauspielerin“
- zudem gemeinsam mit Erin Adams, Sarah Hyland, Lalaine, Nanea Miyata, Marissa Rago und Danelle Wilson
in der Kategorie „Beste Darbietung in einem Fernsehfilm eines jungen Ensembles“